# Adrien Recurt
Pour les articles homonymes, voir Recurt.
 (juin 2024).
Si vous disposez d'ouvrages ou d'articles de référence ou si vous connaissez des sites web de qualité traitant du thème abordé ici, merci de compléter l'article en donnant les références utiles à sa vérifiabilité et en les liant à la section « Notes et références ».
Adrien Barnabé Athanase Recurt, né le 9 juin 1798 à Lassales (Hautes-Pyrénées) et mort le 7 novembre 1872  à Lévignac-sur-Save (Haute-Garonne), est un militant républicain français et un ministre de la Deuxième République.

## Biographie
En 1822, il devient médecin. Il s'affilie à la Charbonnerie. Il vient s'établir à Paris où il combat pendant les Trois Glorieuses de Juillet 1830.
Hostile à la Monarchie de Juillet, il est impliqué dans le complot des insurgés d'avril mais est acquitté. Militant républicain il participe à la campagne des banquets de 1847 et 1848 qui aboutit au renversement de Louis-Philippe Ier pendant la révolution de février 1848 et il est nommé adjoint au maire de Paris.
Élu à l'Assemblée nationale en avril 1848, pour les Hautes-Pyrénées, il en devient le vice-président. Il devient ministre de l'Intérieur de la Commission exécutive et il seconde le général Louis Eugène Cavaignac lors de la répression des l'insurrection parisienne de Juin 1848. Le 28 juin 1848, il devient ministre des Travaux publics dans le gouvernement du général Cavaignac. Le 27 octobre, il devient préfet de la Seine, fonction qu'il exercera moins de deux mois. Louis Lazare, directeur de la Revue municipale, commentera cette nomination en ces termes : « Un médecin préfet de la Seine. Caligula n'eut pas mieux fait ! ». Après l'élection à la présidence de Louis-Napoléon Bonaparte le 10 décembre 1848, il abandonne la vie politique.

### Sources
- « Adrien Recurt », dans Adolphe Robert et Gaston Cougny, Dictionnaire des parlementaires français, Edgar Bourloton, 1889-1891 [détail de l’édition]